# Mount Bradley
Mount Bradley (in Argentinien Monte Director) ist ein 835 m hoher Berg im Grahamland auf der Antarktischen Halbinsel. Er ragt 6 km südwestlich des Mount Reece im Süden der Trinity-Halbinsel am südöstlichen Ende eines zum Detroit-Plateau gehörenden Gebirgskamms auf.
Der Falkland Islands Dependencies Survey kartierte ihn 1945 und benannte ihn nach Kenneth Granville Bradley (1904–1977), britischer Kolonialsekretär auf den Falklandinseln zu dieser Zeit. Argentinische Wissenschaftler benannten den Berg dagegen nach der Fregatte Director, die im zweiten Jahrzehnt des 19. Jahrhunderts während der Robbenjagd eine südliche Breite von 60° erreicht haben soll.